# Anita (pel·lícula de 1980)
Anita és una una pel·lícula haitiana de 1980, dirigida per Rassoul Labuchin. Aborda la situació dels restaveks (infants esclaus haitians). Segons els crítics, la pel·lícula va anunciar una nova era al cinema haitià.

## Argument
L'Anita és una noia pobra camperola haitiana. Va a treballar com a mestressa de cases per a una família benestant a la capital Port-au-Prince. Aquí és maltractada i acaba en un estat d'esclavitud.

## Repartiment
- Chantal Guerrier - Anita
- Magalie Marcelin - ?
- Cornelia Schütt - Simbi (Ti-Corn)
- Rodrigue Montfleury - ?
- Suzelle Auguste - ?
- Marguita Farvil - ?

## Producció
Anita va ser innovadora en diversos aspectes: va ser la primera pel·lícula que va cridar l'atenció sobre la situació dels restaveks. També és la primera pel·lícula feta en kreyòl i que reflecteix una sèrie d'aspectes de la cultura haitiana, inclòs vudú. A més, descriu la migració del camp a la ciutat, la vida domèstica i les diferències de classe dins de la societat haitiana.
Com que fer una pel·lícula d'aquest tipus durant el regnat del dictador Jean-Claude Duvalier era perillós, el director Labuchin va abandonar temporalment el país. Només va poder tornar quan Jean-Bertrand Aristide va arribar al poder. Després va exercir com a alcalde de Port-au-Prince durant diversos anys.
La pel·lícula està pensada per a nens. La història s'explica com un conte de fades. Aquest va ser en part un intent de camuflar el seu missatge polític i social. No obstant això, es reflecteix la dura realitat.
L'holandès Hans Fels va formar part de l'equip de filmació. Va fer el documental "Mijn vriend de burgemeester" sobre aquesta experiència per a la VPRO.
Anita va ser rodada a Port-au-Prince. El 2008 es mostra regularment a la televisió haitiana.